# Югані Аго
Югані Аго (фін. Juhani Aho; 11 вересня 1861, Лапінлагті — 8 серпня 1921, Гельсінкі) — фінський письменник, перекладач, журналіст, редактор найстарішої фінської газети Keskisuomalainen. До 1907 - Йоганнес Бруфельдт (Johannes Brofeldt). Найвідоміші твори - «Залізниця» / Rautatie, 1884, «Розчавлений світом», 1886. Аго — автор нарисів, новел, повістей з життя інтелігенції, історичних романів.
Працював у місті Іісалмі, де створено його меморіальний музей та встановлено пам'ятник.

## Біографія
Йоганнес Бруфельдт народився в будинку священика в Лапінлагті. Батько Йоганнеса був популярним проповідником, відомим у тому числі і своєю невибагливістю, відмовою від високих церковних постів та світських посад.
Шкільну освіту хлопець отримав у ліцеї міста Куопіо (1872—80 роки). Це місто називали «бастіоном фінської культури», оскільки тут вплив шведської культури в порівнянні з іншими районами Фінляндії завжди було істотно меншим.
Вже у перших літературних дослідах, що відносяться до шкільних років, Бруфельдт став використовувати псевдонім Югані Аго. Слово «аго» (фін. aho, «галявина», «заросла травою або молодим лісом пропалина», згідно з фінсько-шведським словником Еліаса Леннрота), узято, вочевидь, із «Калевали» і «Кантелетар», у яких воно має зазвичай романтичний відтінок.
Після закінчення школи Аго вступив до Гельсінського університету, став активно брати участь у студентському політичному житті. До періоду початку  1880-х років належать і невеликі оповідання, які він тоді писав. Вже у своїх ранніх творах тексти Аго відрізнялися багатством мови, показували, наскільки добре автор орієнтувався саме в нюансах її розмовного варіанту.
У 1884 році була опублікована «Залізниця» — твір, який, як стало зрозумілим згодом, був одним з найкращих у творчій біографії письменника. У цій повісті, а також у романах «Дочка пастора» (1885) і «Дружина пастора» (1893) Аго застосовував такий прийом, як поєднання синтетичних (збірних, типових) персонажів з природними (хвилинними, справжніми) спостереженнями і настроями.

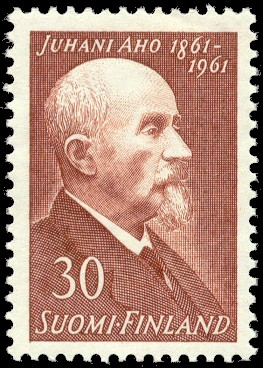
Поштова марка Фінляндії 1961 року випуску, присвячена сторіччю з дня народження Югані Аго

Починаючи від 1880-х років Аго активно займався і журналістикою — писав численні статті для столичних і провінційних видань, сам був видавцем двох провінційних газет, а також брав участь у створенні газети «Пяйвялегті» (пізніше вона почала видаватися під назвою «Гельсінін Саномат», у ній письменник співпрацював до кінця життя, і нині це одна з найбільших газет Фінляндії).
У 1890-х роках Аго захопився написанням історичних творів, серед яких можна виділити збірник новел «Ті, що прокинулися» (1894) про пієтистів північної Фінляндії, роман «Для пана» (1897) про життя карелів, роман «Весна і заморозки» (1906) про події середини XIX століття, пов'язаних з фінським національним самоусвідомленням і діяльністю Йогана Снельмана (1806—1881), Еліаса Леннротом (1802—1884) і Пааво Руотсалайнена (1777—1852).
Югані Аго активно займався перекладами — зі скандинавських мов, а також з французької.
У 1911 році вийшла повість (роман) «Юга». Істотних відгуків ця подія не викликала, але пізніше, вже після смерті Аго, цей твір було визнано одним з найвидатніших у творчості письменника. Станом на 2010 рік відомо про 4 екранізації цієї повісті, за її мотивами створено 2 опери, поставлено декілька вистав.
Аго все життя був завзятим рибалкою. Останнім його твором стала збірка «Розповіді про лосося і анекдоти про рибу», що вийшла 1921 року вже після його смерті.

## Родина
У 1891 році Югані Аго одружився з художницею Венні (офіційне ім'я Вендла Ірені) Солдан (1863—1945). Вона була не тільки його дружиною, але і співавтором — в 1894 році вийшла їх спільна дитяча книга «Фінська ілюстрована книжка для дітей і молоді».
Подружжя мало двох дітей.

## Цікавий факт
Український класик Михайло Коцюбинський у листі до Володимира Гнатюка в 1904 році назвав Аго улюбленим письменником.